# Lone Star Le Mans 2015
Navigation
Édition précédente Édition suivante
Le Lone Star Le Mans 2015 s'éest déroulée du 16 septembre 2015 au 19 septembre 2015 sur le Circuit des Amériques. Il s'agissait de la onzième manche du championnat United SportsCar Championship 2015.

## La course

### Classement de la course
Voici le classement officiel au terme de la course.
- Les premiers de chaque catégorie du championnat du monde sont signalés par un fond jaune.
- Pour la colonne Pneus, il faut passer le curseur au-dessus du modèle pour connaître le manufacturier de pneumatiques.

| Pos     | Cat  | Pc | n°  | Écurie                         | Pilotes                                | Châssis                                  | Pneus | Tours |                     |
| Pos     | Cat  | Pc | n°  | Écurie                         | Pilotes                                | Moteur                                   | Pneus | Tours |                     |
| ------- | ---- | -- | --- | ------------------------------ | -------------------------------------- | ---------------------------------------- | ----- | ----- | ------------------- |
| 1       | P    | 2  | 01  | Chip Ganassi Racing            | Joey Hand Scott Pruett                 | Riley Mk XXVI DP                         | C     | 73    | 2 h 41 min 07 s 039 |
| 1       | P    | 2  | 01  | Chip Ganassi Racing            | Joey Hand Scott Pruett                 | Ford EcoBoost 3,5 L V6 Turbo             | C     | 73    | 2 h 41 min 07 s 039 |
| 2       | P    | 4  | 10  | Wayne Taylor Racing            | Ricky Taylor Jordan Taylor             | Coyote (en) Corvette DP                  | C     | 73    | ̟+ 16 s 910          |
| 2       | P    | 4  | 10  | Wayne Taylor Racing            | Ricky Taylor Jordan Taylor             | GM LS6 5,0 L V8 Atmo                     | C     | 73    | ̟+ 16 s 910          |
| 3       | P    | 5  | 90  | VisitFlorida.com Racing        | Richard Westbrook Michael Valiante     | Coyote (en) Corvette DP                  | C     | 73    | + 44 s 212          |
| 3       | P    | 5  | 90  | VisitFlorida.com Racing        | Richard Westbrook Michael Valiante     | GM LS6 5,0 L V8 Atmo                     | C     | 73    | + 44 s 212          |
| 4       | P    | 9  | 60  | Michael Shank Racing           | John Pew (en) Oswaldo Negri Jr.        | Ligier JS P2                             | C     | 73    | + 44 s 575          |
| 4       | P    | 9  | 60  | Michael Shank Racing           | John Pew (en) Oswaldo Negri Jr.        | Honda HPD HR28TT 2,8 L V6 Turbo          | C     | 73    | + 44 s 575          |
| 5       | P    | 3  | 31  | Action Express Racing          | Eric Curran Dane Cameron               | Coyote (en) Corvette DP                  | C     | 73    | + 1 min 06 s 753    |
| 5       | P    | 3  | 31  | Action Express Racing          | Eric Curran Dane Cameron               | GM LS6 5,0 L V8 Atmo                     | C     | 73    | + 1 min 06 s 753    |
| 6       | PC   | 4  | 54  | CORE Autosport                 | Jon Bennett (en) Colin Braun           | Oreca FLM09                              | C     | 73    | + 1 min 28 s 158    |
| 6       | PC   | 4  | 54  | CORE Autosport                 | Jon Bennett (en) Colin Braun           | Chevrolet LS3 6,2 L V8 Atmo              | C     | 73    | + 1 min 28 s 158    |
| 7       | PC   | 6  | 11  | Rocketsports Racing            | Bruno Junqueira Chris Cumming (de)     | Oreca FLM09                              | C     | 73    | + 1 min 53 s 822    |
| 7       | PC   | 6  | 11  | Rocketsports Racing            | Bruno Junqueira Chris Cumming (de)     | Chevrolet LS3 6,2 L V8 Atmo              | C     | 73    | + 1 min 53 s 822    |
| 8       | PC   | 8  | 38  | Performance Tech Motorsports   | James French Conor Daly                | Oreca FLM09                              | C     | 73    | + 1 min 57 s 517    |
| 8       | PC   | 8  | 38  | Performance Tech Motorsports   | James French Conor Daly                | Chevrolet LS3 6,2 L V8 Atmo              | C     | 73    | + 1 min 57 s 517    |
| 9       | PC   | 1  | 52  | PR1/Mathiasen Motorsports      | Mike Guasch Tom Kimber-Smith           | Oreca FLM09                              | C     | 73    | + 1 min 58 s 239    |
| 9       | PC   | 1  | 52  | PR1/Mathiasen Motorsports      | Mike Guasch Tom Kimber-Smith           | Chevrolet LS3 6,2 L V8 Atmo              | C     | 73    | + 1 min 58 s 239    |
| 10      | P    | 1  | 5   | Action Express Racing          | João Barbosa Christian Fittipaldi      | Coyote (en) Corvette DP                  | C     | 72    | + 1 tour            |
| 10      | P    | 1  | 5   | Action Express Racing          | João Barbosa Christian Fittipaldi      | GM LS6 5,0 L V8 Atmo                     | C     | 72    | + 1 tour            |
| 11      | P    | 8  | 0   | DeltaWing Racing               | Memo Rojas Katherine Legge             | DeltaWing DWC13                          | C     | 72    | + 1 tour            |
| 11      | P    | 8  | 0   | DeltaWing Racing               | Memo Rojas Katherine Legge             | Élan 1,9 L I4 BTurbo                     | C     | 72    | + 1 tour            |
| 12      | GTLM | 4  | 25  | BMW Team RLL                   | Bill Auberlen Dirk Werner              | BMW Z4 GTE (en)                          | M     | 72    | + 1 tour            |
| 12      | GTLM | 4  | 25  | BMW Team RLL                   | Bill Auberlen Dirk Werner              | BMW P65B44 4,4 L V8 Atmo                 | M     | 72    | + 1 tour            |
| 13      | GTLM | 5  | 62  | Risi Competizione              | Pierre Kaffer Giancarlo Fisichella     | Ferrari F458 Italia                      | M     | 72    | + 1 tour            |
| 13      | GTLM | 5  | 62  | Risi Competizione              | Pierre Kaffer Giancarlo Fisichella     | Ferrari F142 GT2 4,5 L V8 Atmo           | M     | 72    | + 1 tour            |
| 14      | PC   | 5  | 85  | JDC-Miller Motorsports         | Matthew McMurry Mikhail Goikhberg      | Oreca FLM09                              | C     | 72    | + 1 tour            |
| 14      | PC   | 5  | 85  | JDC-Miller Motorsports         | Matthew McMurry Mikhail Goikhberg      | Chevrolet LS3 6,2 L V8 Atmo              | C     | 72    | + 1 tour            |
| 15      | GTLM | 1  | 911 | Porsche North America          | Nick Tandy Patrick Pilet               | Porsche 911 RSR                          | M     | 72    | + 1 tour            |
| 15      | GTLM | 1  | 911 | Porsche North America          | Nick Tandy Patrick Pilet               | Porsche M97/80 4,0 L Flat-6 Atmo         | M     | 72    | + 1 tour            |
| 16      | GTLM | 7  | 17  | Team Falken Tire               | Bryan Sellers Wolf Henzler             | Porsche 911 RSR                          | M     | 72    | + 1 tour            |
| 16      | GTLM | 7  | 17  | Team Falken Tire               | Bryan Sellers Wolf Henzler             | Porsche M97/80 4,0 L Flat-6 Atmo         | M     | 72    | + 1 tour            |
| 17      | GTLM | 8  | 912 | Porsche North America          | Jörg Bergmeister Earl Bamber           | Porsche 911 RSR                          | M     | 72    | + 1 tour            |
| 17      | GTLM | 8  | 912 | Porsche North America          | Jörg Bergmeister Earl Bamber           | Porsche M97/80 4,0 L Flat-6 Atmo         | M     | 72    | + 1 tour            |
| 18      | GTLM | 6  | 3   | Corvette Racing                | Jan Magnussen Antonio García           | Chevrolet Corvette C7.R                  | M     | 72    | + 1 tour            |
| 18      | GTLM | 6  | 3   | Corvette Racing                | Jan Magnussen Antonio García           | Chevrolet LT5.5-R 5,5 L V8 Atmo          | M     | 72    | + 1 tour            |
| 19      | GTLM | 2  | 24  | BMW Team RLL                   | John Edwards Lucas Luhr                | BMW Z4 GTE (en)                          | M     | 72    | + 1 tour            |
| 19      | GTLM | 2  | 24  | BMW Team RLL                   | John Edwards Lucas Luhr                | BMW P65B44 4,4 L V8 Atmo                 | M     | 72    | + 1 tour            |
| 20      | GTLM | 3  | 4   | Corvette Racing                | Oliver Gavin Tommy Milner              | Chevrolet Corvette C7.R                  | M     | 72    | + 1 tour            |
| 20      | GTLM | 3  | 4   | Corvette Racing                | Oliver Gavin Tommy Milner              | Chevrolet LT5.5-R 5,5 L V8 Atmo          | M     | 72    | + 1 tour            |
| 21      | PC   | 2  | 8   | Starworks Motorsport           | Renger van der Zande Mike Hedlund (en) | Oreca FLM09                              | C     | 70    | + 2 tours           |
| 21      | PC   | 2  | 8   | Starworks Motorsport           | Renger van der Zande Mike Hedlund (en) | Chevrolet LS3 6,2 L V8 Atmo              | C     | 70    | + 2 tours           |
| 22      | GTD  | 12 | 33  | Riley Motorsports              | Ben Keating Jeroen Bleekemolen         | Dodge Viper GT3-R                        | C     | 69    | + 3 tours           |
| 22      | GTD  | 12 | 33  | Riley Motorsports              | Ben Keating Jeroen Bleekemolen         | Dodge 8,0 L V10 Atmo                     | C     | 69    | + 3 tours           |
| 23      | GTD  | 11 | 97  | Turner Motorsport              | Michael Marsal (pl) Markus Palttala    | BMW Z4                                   | C     | 69    | + 3 tours           |
| 23      | GTD  | 11 | 97  | Turner Motorsport              | Michael Marsal (pl) Markus Palttala    | BMW 8,0 L V8 Atmo                        | C     | 69    | + 3 tours           |
| 24      | GTD  | 10 | 48  | Paul Miller Racing             | Christopher Haase Dion von Moltke      | Audi R8 LMS                              | C     | 69    | + 3 tours           |
| 24      | GTD  | 10 | 48  | Paul Miller Racing             | Christopher Haase Dion von Moltke      | Audi 5,2 L V10 Atmo                      | C     | 69    | + 3 tours           |
| 25      | GTD  | 7  | 23  | Team Seattle / Alex Job Racing | Ian James Mario Farnbacher             | Porsche 911 GT America                   | C     | 69    | + 3 tours           |
| 25      | GTD  | 7  | 23  | Team Seattle / Alex Job Racing | Ian James Mario Farnbacher             | Porsche 4,0 L Flat-6 Atmo                | C     | 69    | + 3 tours           |
| 26      | GTD  | 1  | 73  | Park Place Motorsports         | Patrick Lindsey Spencer Pumpelly       | Porsche 911 GT America                   | C     | 69    | + 3 tours           |
| 26      | GTD  | 1  | 73  | Park Place Motorsports         | Patrick Lindsey Spencer Pumpelly       | Porsche 4,0 L Flat-6 Atmo                | C     | 69    | + 3 tours           |
| 27      | GTD  | 4  | 63  | Scuderia Corsa                 | Bill Sweedler (de) Townsend Bell       | Ferrari F458 Italia                      | C     | 69    | + 3 tours           |
| 27      | GTD  | 4  | 63  | Scuderia Corsa                 | Bill Sweedler (de) Townsend Bell       | Ferrari F142 4,5 L V8 Atmo               | C     | 69    | + 3 tours           |
| 28      | GTD  | 5  | 80  | Lone Star Racing               | Dan Knox Marc Goossens                 | Dodge Viper GT3-R                        | C     | 69    | + 3 tours           |
| 28      | GTD  | 5  | 80  | Lone Star Racing               | Dan Knox Marc Goossens                 | Dodge 8,0 L V10 Atmo                     | C     | 69    | + 3 tours           |
| 29      | GTD  | 9  | 007 | TRG-AMR North America          | Christina Nielsen Kuno Wittmer (en)    | Aston Martin V12 Vantage                 | C     | 69    | + 3 tours           |
| 29      | GTD  | 9  | 007 | TRG-AMR North America          | Christina Nielsen Kuno Wittmer (en)    | Aston Martin 6,0 L V12 Atmo              | C     | 69    | + 3 tours           |
| 30      | GTD  | 8  | 22  | Alex Job Racing                | Cooper MacNeil Leh Keen                | Porsche 911 GT America                   | C     | 68    | + 3 tours           |
| 30      | GTD  | 8  | 22  | Alex Job Racing                | Cooper MacNeil Leh Keen                | Porsche 4,0 L Flat-6 Atmo                | C     | 68    | + 3 tours           |
| 31      | GTD  | 9  | 76  | Compass360 Racing              | Ray Mason Pierre Kleinubing            | Audi R8 LMS                              | C     | 68    | + 4 tours           |
| 31      | GTD  | 9  | 76  | Compass360 Racing              | Ray Mason Pierre Kleinubing            | Audi 5,2 L V10 Atmo                      | C     | 68    | + 4 tours           |
| 32      | GTD  | 10 | 45  | Flying Lizard Motorsports      | Mike Vess Jason Hart                   | Audi R8 LMS                              | C     | 66    | + 6 tours           |
| 32      | GTD  | 10 | 45  | Flying Lizard Motorsports      | Mike Vess Jason Hart                   | Audi 5,2 L V10 Atmo                      | C     | 66    | + 6 tours           |
| 33 Abd. | P    | 7  | 70  | SpeedSource                    | Tristan Nunez Jonathan Bomarito        | Mazda Prototype                          | C     | 65    |                     |
| 33 Abd. | P    | 7  | 70  | SpeedSource                    | Tristan Nunez Jonathan Bomarito        | Mazda Skyactiv-D 2,2 L I4 Turbo (Diesel) | C     | 65    |                     |
| 34      | GTD  | 2  | 44  | Magnus Racing                  | John Potter Andy Lally                 | Porsche 911 GT America                   | C     | 46    | + 26 tours          |
| 34      | GTD  | 2  | 44  | Magnus Racing                  | John Potter Andy Lally                 | Porsche 4,0 L Flat-6 Atmo                | C     | 46    | + 26 tours          |
| 35 Abd. | PC   | 7  | 61  | BAR1 Motorsports               | Don Yount (de) Ryan Lewis              | Oreca FLM09                              | C     | 33    |                     |
| 35 Abd. | PC   | 7  | 61  | BAR1 Motorsports               | Don Yount (de) Ryan Lewis              | Chevrolet LS3 6,2 L V8 Atmo              | C     | 33    |                     |
| 36 Abd. | P    | 6  | 07  | SpeedSource                    | Tom Long Joel Miller                   | Mazda Prototype                          | C     | 23    |                     |
| 36 Abd. | P    | 6  | 07  | SpeedSource                    | Tom Long Joel Miller                   | Mazda Skyactiv-D 2,2 L I4 Turbo (Diesel) | C     | 23    |                     |
| 37 Np.  | PC   | 8  | 16  | BAR1 Motorsports               | Todd Slusher John Falb                 | Oreca FLM09                              | C     |       |                     |
| 37 Np.  | PC   | 8  | 16  | BAR1 Motorsports               | Todd Slusher John Falb                 | Chevrolet LS3 6,2 L V8 Atmo              | C     |       |                     |
| 38 Np.  | PC   | 7  | 88  | Starworks Motorsport           | Alex Popow Sean Rayhall                | Oreca FLM09                              | C     |       |                     |
| 38 Np.  | PC   | 7  | 88  | Starworks Motorsport           | Alex Popow Sean Rayhall                | Chevrolet LS3 6,2 L V8 Atmo              | C     |       |                     |

## Pole position et record du tour
- Pole position :
- Meilleur tour en course :

## À noter
- Longueur du circuit : 3,4 mi
- Distance parcourue par les vainqueurs :